# Lípa v Lotouši
Lípa v Lotouši je památný strom ve vesničce Lotouš, zhruba 5 km západně od města Slaného v okrese Kladno. Lípa malolistá (Tilia cordata) roste na východní straně rovinaté návsi, jen přes ulici od kapličky. 
Lípa požívá ochrany od roku 1985. Měřený obvod jejího kmene v době vyhlášení dosahoval 392 centimetrů. Výšku stromu vyhlašovací nařízení udává na 20 metrů. Přesné stáří lípy není známo; počátkem tisíciletí bylo zhruba odhadováno na 230 roků, což přepočteno na současnost dává aktuální odhad okolo 248 let. Dutina v kmeni stromu je vyzděná; v koruně nainstalováno vázání. Viditelně je lípa označena kovovým štítkem „Strom chráněný státem“, upevněným na severozápadní straně kmene (stav 2020).

## Fotogalerie

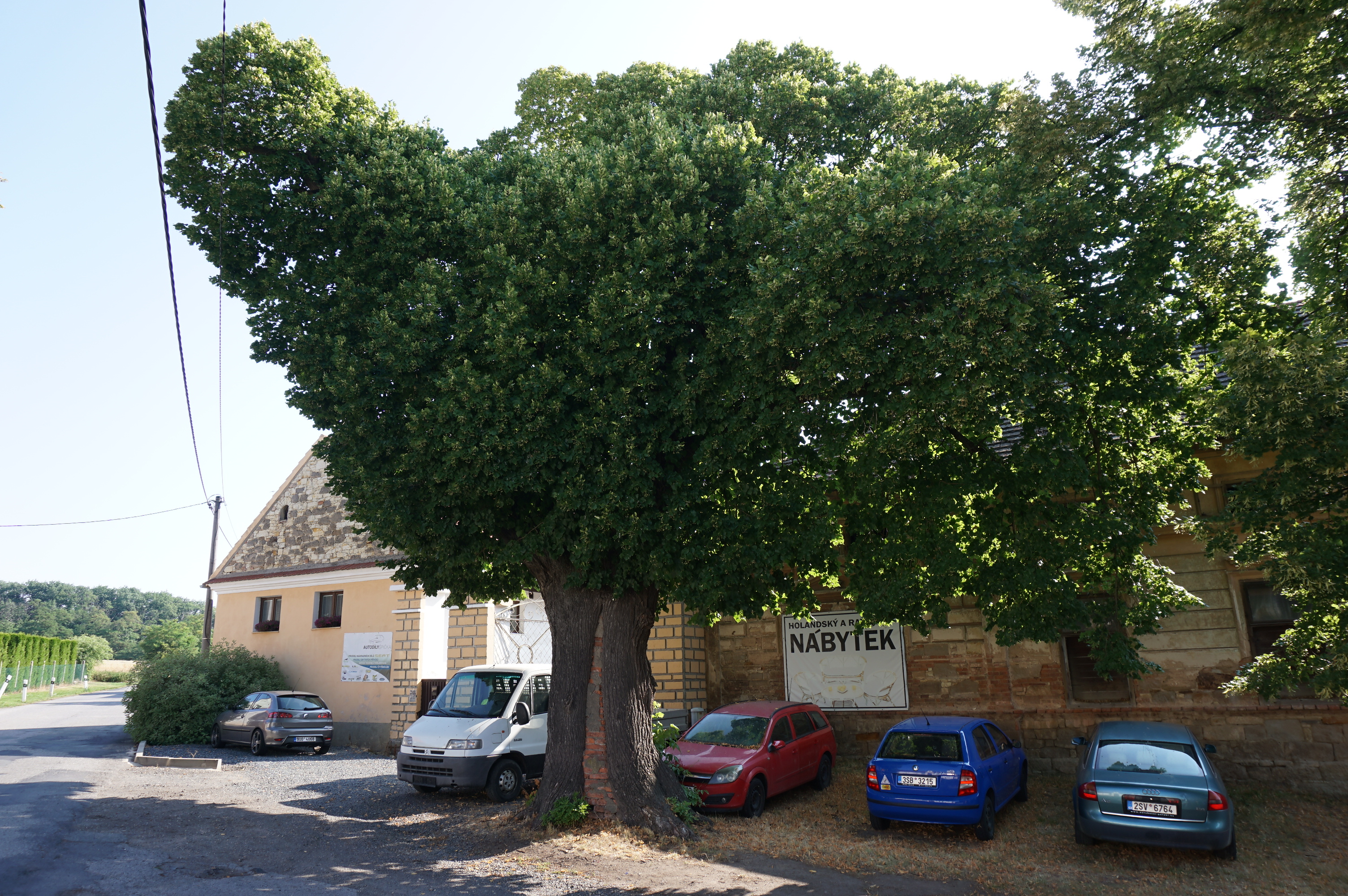
Celkový pohled (červenec 2019)
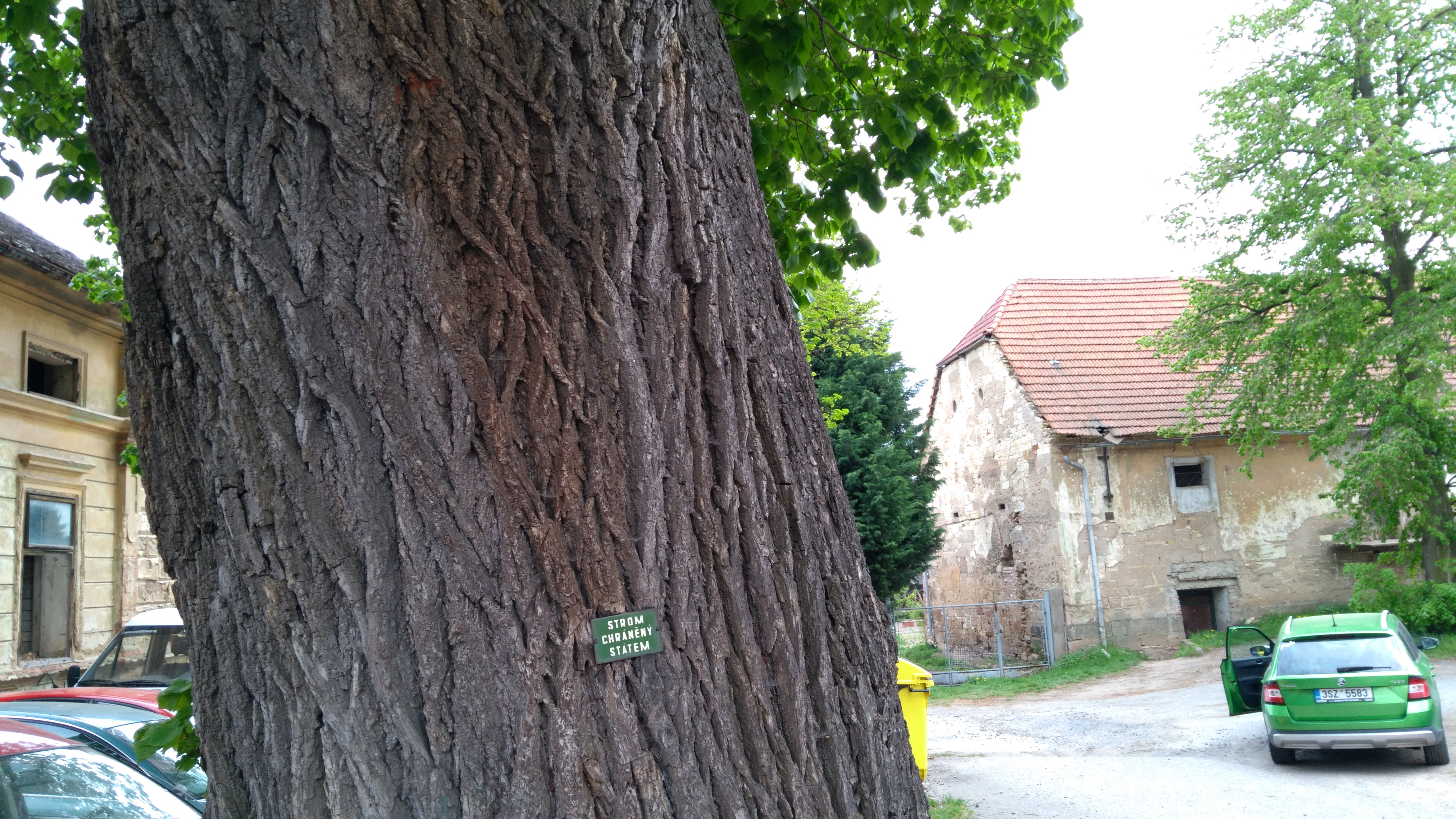
Kmen zblízka

## Památné a významné stromy vokolí
- Buk v Kvílicích (1,9 km sz.)
- Dřínovská lípa (4,1 km sv.)
- Duby v Pozdni (5,5 km z.)
- Duby u Otrub (3,8 km v.)
- Hrušeň v Kvíci (4,9 km jv.)
- Koulova lípa (2,6 km sv., Královice)
- Lípa "Na dlouhém" (2,5 km s., Neprobylice)
- Lípa u Rosů (5,0 km v., Slaný)
- Lípa v Řisutech (3,9 km jjz.)
- Lípy v Pozdni (5,4 km z.)
- Topol v Trpoměchách (2,6 km v.)